# Саллі, Ірен і Мері
Саллі, Ірен і Мері (англ. Sally, Irene and Mary) — американська комедійна драма режисера Едмунда Гулдінга 1925 року.

## Сюжет
Це історія про трьох актрис, кожна з яких має свій власний підхід до життя і любові. Саллі жадає багатства і отримує його, почавши зустрічатися з Маркусом. Мері плете інтриги і змови, але потім знайомиться з гідним Джиммі. Ірен відмовляється від відданого їй Чарльза на користь неосвіченого, але ефектного Глена. Скориставшись нею, він кидає її; незабаром Ірен в сльозах повертається до Чарльза. Їх стосунки налагоджуються, і вони вирішують одружитися, але стають жертвами нещасного випадку.

## У ролях
- Констанс Беннетт — Саллі
- Джоан Кроуфорд — Ірен
- Саллі О'Ніл — Мері
- Вільям Хайнс — Джиммі Дунган
- Генрі Колкер — Маркус Мортон
- Дуглас Гілмор — Глен Нестер
- Рей Говард — Чарльз Грінвуд
- Кейт Прайс — місіс Дунган
- Еджи Геррінг — місіс O'Брайен
- Сем Де Грасс — офіцер O'Дейр
- Лілліан Елліотт — місіс O'Дейр
- Една Мей Купер — Меггі